# Liste der Kunstwerke im öffentlichen Raum in Linz-Pichling
Diese Liste der Kunstwerke im öffentlichen Raum in Linz-Pichling enthält die vom Archiv der Stadt Linz gelisteten Kunstwerke im öffentlichen Raum im Stadtteil Pichling.
Denkmäler, profane Skulpturen und Plastiken, sakrale Kleindenkmäler, Brunnen, Gedenktafeln oder Kunst am Bau wurden in die Listen aufgenommen, sofern sie dauerhaft installiert und vom Archiv der Stadt Linz als Kunst im öffentlichen Raum (Public Art) verzeichnet und mit einer eindeutigen Identifikationsnummer (ID) ausgestattet sind.

## Kunstwerke
| Foto |                 | Name                                                    | Typ          | Standort                  | Künstler       | Datierung | Beschreibung | Metadaten |
| ---- | --------------- | ------------------------------------------------------- | ------------ | ------------------------- | -------------- | --------- | --- | --------- |
| BW   | Datei hochladen | Dipl. Ing. Anton Zemann ID: 1539                        | Gedenktafel  | Biberweg 30 Standort      |                | 1993      | |           |
| BW   | Datei hochladen | Wegkreuz Oidener Straße ID: 1384                        | Kleindenkmal | Oidener Straße Standort   |                | 1900      | Kein Metallkruzifix zwischen zwei Kastanienbäumen mehr vorhanden. Bei streetview (Stand März 2022) sind zwei Baumstümpfe sichtbar. |           |
| ja   | Datei hochladen | Äquatoriale Sonnenuhr Solar City ID: 1992               | Kleindenkmal | Pegasusstraße 13 Standort | Werner Riegler | 2003      | |           |
| ja   | Datei hochladen | Donaukiesel vor dem Seelsorgezentrum solarCity ID: 1575 | Kleindenkmal | Pegasusweg 1 Standort     | Herbert Friedl | 2003      | |           |
| ja   | Datei hochladen | Marterl Schwaigau ID: 1079                              | Kleindenkmal | Schwaigaustraße Standort  |                | 1930      | |           |